# 756

## Догађаји
- Википедија:Непознат датум — Владавина династије Абасида у Багдаду.
- Википедија:Непознат датум — Други франачко-лангобардски рат
- Википедија:Непознат датум — Битка код Маркелија (756)
- Википедија:Непознат датум — Формирање Кордопског емирата